# Sitar
 Ikke at forveksle med Citar.
En sitar er et guitarlignende strengeinstrument  med bred hals og mange resonansstrenge.
Den blev oprindelig brugt på det indiske subkontinent, men blev kendt i den vestlige verden, især via den indiske musiker Ravi Shankar, efter at The Kinks i 1965, i deres top-10 single "See My Friends" introducerede de indiske ragaer i vestlig musik, med en lavt stemt guitar, som at mange blev opfattet som en sitar. 
Sitaren blev især populær, efter at The Beatles brugte instrumentet i deres kompositioner "Norwegian Wood (This Bird Has Flown)"  og  "Within You Without You" . Deres brug af sitaren var et resultat af, at George Harrison tog undervisning hos Shankar og Shambhu Das. Kort efter brugte  Brian Jones i  The Rolling Stones sitaren i "Paint It Black".

## Eksterne kilder og henvisninger
1. ↑  Julien Temple (2011-07-18). "BBC Four - Dave Davies: Kinkdom Come". Bbc.co.uk. Hentet 2012-06-15.
2. ↑  Everett, The Beatles as Musicians: Revolver Through the Anthology, p 71.